# Greener Grass
Greener Grass es una película de comedia negra estadounidense de 2019, escrita y dirigida por Jocelyn DeBoer y Dawn Luebbe, en sus debuts como directoras. Está protagonizada por las propias DeBoer y Luebbe, junto a Beck Bennett, Neil Casey, Mary Holland y D'Arcy Carden. La película tuvo su estreno mundial en el Festival de Cine de Sundance 2019 y se estrenó en cines y en VOD el 18 de octubre de 2019.

## Sinopsis
El mundo ha cambiado y todos los seres humanos llevan aparatos bucales pese a tener sus dentaduras en perfecto estado. Las parejas se coordinan para llevar trajes a juego, el medio de transporte habitual en sus idílicos barrios residenciales son los coches de golf y se intercambian entre sí codiciados miembros de cada familia en una ardua competición por ser los más aceptados. Jill (Jocelyn DeBoer) y Lisa (Dawn Luebbe) son dos amigas que viven en este paraíso compitiendo por quién es la persona más feliz. Todo cambia cuando Jill le ofrece a Lisa su bebé recién nacido y, ese gesto que parece totalmente altruista, provocará que Lisa sufra múltiples paranoias.

## Reparto
- Jocelyn DeBoer como Jill
- Dawn Luebbe como Lisa
- Beck Bennett como Nick
- Neil Casey como Dennis
- Mary Holland como Kim Ann
- D'Arcy Carden como Miss Human
- Jim Cummings como Rob
- Lauren Adams como Erika
- Dot-Marie Jones como la pequeña Helen
- Julian Hillard como Julian
- Janicza Bravo como Marriott
- Asher Miles Fallica como Bob
- Ashlynn Johnson como Citronella
- John Milhiser como fotógrafo

## Producción
Greener Grass está basada en el cortometraje de 2015 del mismo nombre, también dirigido por Jocelyn DeBoer y Dawn Luebbe. En octubre de 2018, se anunció que DeBoer, Luebbe, Beck Bennett, Neil Casey, Mary Holland, D'Arcy Carden, Janicza Bravo, Dot-Marie Jones, Jim Cummings, Lauren Adams, Asher Miles Fallica, Julian Hilliard y John Milhiser se habían unido al elenco de la película, con DeBoer y Luebbe dirigiendo un guion que ellas mismas escribieron. Natalie Metzger se desempeñó como productora de la película.

## Lanzamiento
La película tuvo su estreno mundial en el Festival de Cine de Sundance el 26 de enero de 2019. Antes, IFC Midnight adquirió los derechos de distribución de la película. También se proyectó en South by Southwest el 9 de marzo de 2019. Se estrenó en cines y en VOD el 18 de octubre de 2019. Luego estuvo disponilbe en la plataforma Hulu.

## Recepción
En el agregador de reseñas Rotten Tomatoes, la película tiene una calificación de aprobación del 80% basada en 65 reseñas, con una calificación promedio de 6.85 sobre 10. El consenso de los críticos del sitio web dice: "Greener Grass está lejos de ser la primera comedia en atravesar los suburbios, pero podría estar entre las más extrañas y surrealmente distintivas". En Metacritic, la película tiene un puntaje promedio ponderado de 69 sobre 100, basado en 16 críticos, lo que indica "críticas generalmente favorables".
Peter Debruge de Variety, calificó la película como "una versión absurda extraña y maravillosamente optimista del sueño americano". Andee Tagle de NPR escribió: "Greener Grass puede parecer más una larga serie de bocetos que un largometraje, pero aparte de la comedia, la impactante estética 'tipo Wes Anderson/estética de vídeo musical de los 80' del director de fotografía Lowell A. Meyer, combinado con el impecable diseño de vestuario de Lauren Oppelt, ofrecen sus propios placeres. Pero si no es por el color o la comedia, tal vez venga por los comentarios sociales. Te sorprenderá... es una comedia tonta y alocada que te pondrá a pensar".

## Premios y nominaciones
| Premio                                      | Categoría                                         | Receptor                   | Resultado |
| ------------------------------------------- | ------------------------------------------------- | -------------------------- | --------- |
| Americana Film Fest                         | Premio de la Audiencia                            | Greener Grass              | Nominado  |
| Atlanta Film Festival                       | Mejor Narrativa                                   | Jocelyn DeBoer Dawn Luebbe | Ganador   |
| Atlanta Film Festival                       | Mejor Fotografía                                  | Lowell A. Meyer            | Ganador   |
| Cleveland International Film Festival       | Nueva Dirección                                   | Jocelyn DeBoer Dawn Luebbe | Nominado  |
| Premios Independent Spirit                  | Mejor Primer Guion                                | Jocelyn DeBoer Dawn Luebbe | Nominado  |
| Florida Film Festival                       | Mejor Narrativa                                   | Jocelyn DeBoer Dawn Luebbe | Nominado  |
| Georgia Film Critics Association            | Oglethorpe Award for Excellence in Georgia Cinema | Jocelyn DeBoer Dawn Luebbe | Nominado  |
| Heartland International Film Festival       | Mejor Narrativa                                   | Jocelyn DeBoer Dawn Luebbe | Nominado  |
| Festival Internacional de Cine de Locarno   | Premio Variety Piazza Grande                      | Jocelyn DeBoer Dawn Luebbe | Nominado  |
| Los Cabos International Film Festival       | Mejor Película                                    | Greener Grass              | Nominado  |
| Mons International Festival of Love Films   | Competencia Paralela                              | Greener Grass              | Nominado  |
| Oldenburg Film Festival                     | Mejor Primera Película                            | Greener Grass              | Nominado  |
| Festival de Cine de Sitges                  | Mejor Película                                    | Greener Grass              | Nominado  |
| Strasbourg European Fantastic Film Festival | Mejor Película Internacional                      | Greener Grass              | Nominado  |